# Erysimum moesiacum
Erysimum moesiacum är en korsblommig växtart som beskrevs av Josef Velenovský. Erysimum moesiacum ingår i släktet kårlar, och familjen korsblommiga växter. Inga underarter finns listade i Catalogue of Life.